# الفرع (خولان)

تعديل مصدري - تعديل

الفرع هي إحدى قرى عزلة الاعروش بمديرية خولان التابعة لمحافظة صنعاء، بلغ تعداد سكانها 59 نسمة حسب تعداد اليمن لعام 2004.